# Teigwaren Riesa
Die Teigwaren Riesa GmbH ist ein Unternehmen mit Sitz in Riesa in Sachsen. Die hergestellten Trockenteigwaren werden deutschlandweit vertrieben. Die Produkte sind in den neuen Bundesländern seit 1996 mit einem Marktanteil von etwa 30 % Marktführer.

## Geschichte

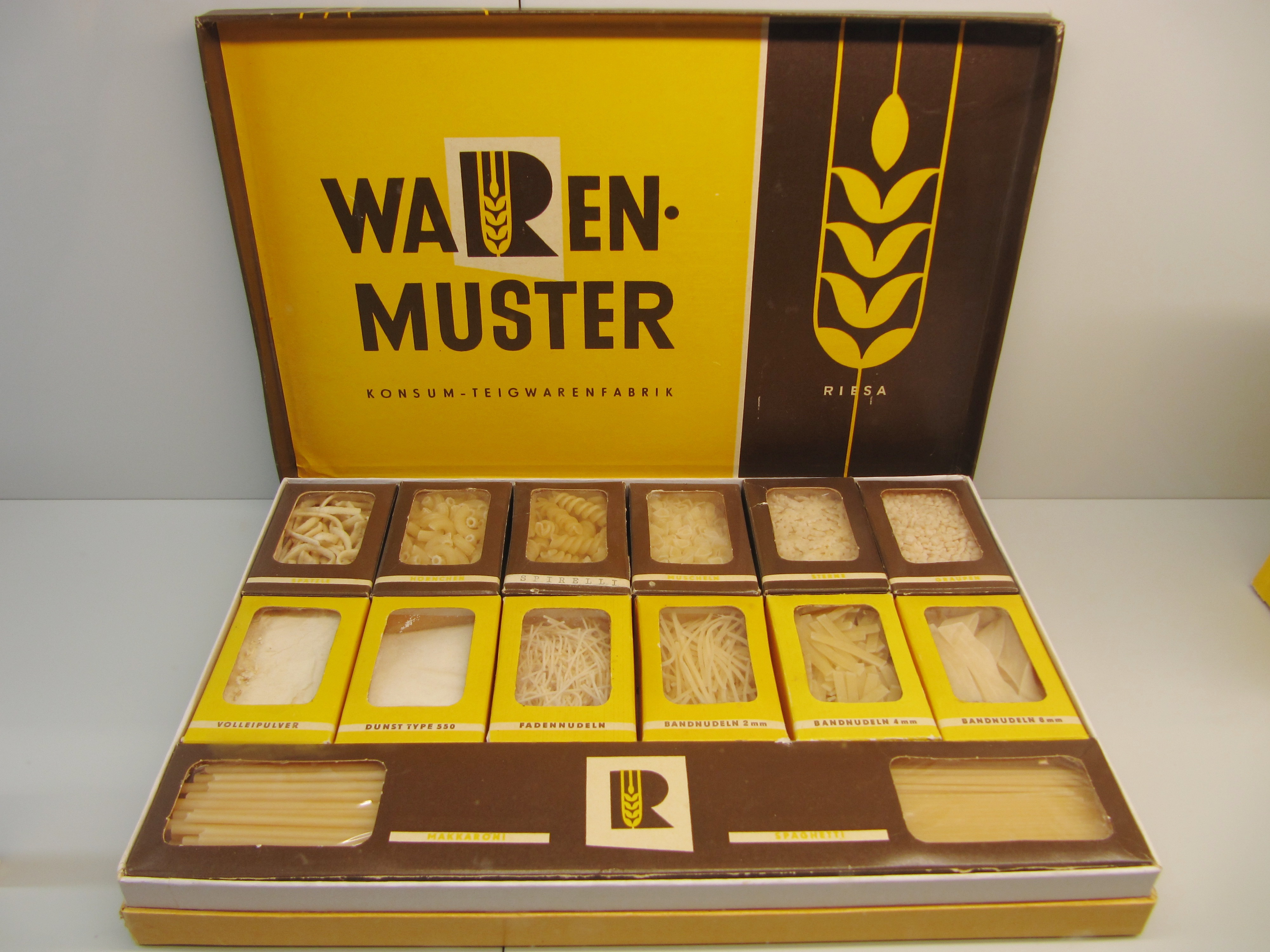
Verschiedene Nudelsorten der Konsum-Teigwarenfabrik Riesa

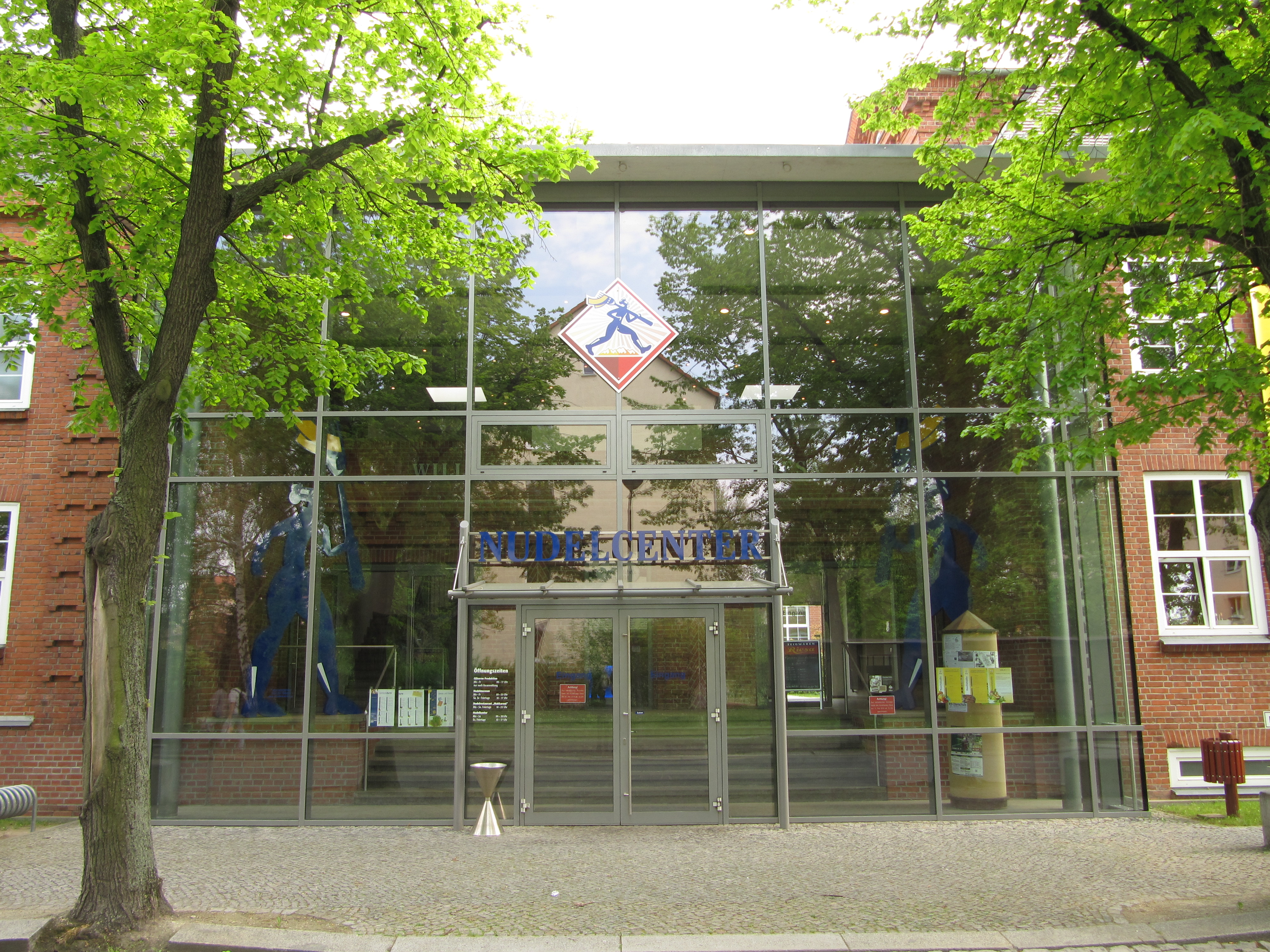
Das Nudelcenter

Im Jahr 1914 gründete die Großeinkaufs-Gesellschaft Deutscher Consumvereine m.b.H. Hamburg die Konsum-Teigwarenfabrik Riesa im heutigen Stadtteil Gröba. 1928 wurden Schnitt-, Band-, Faden- und Hausmachernudeln sowie Makkaroni produziert. Außerdem gehörte eine eigene Kistenfabrik zur Herstellung der Umverpackungen der Produkte zum Betrieb.
Die Fabrik wurde Mitglied des Verbandes Sächsischer Konsum-Genossenschaften GmbH. 1950 war die Teigwarenfabrik Riesa der größte der drei Teigwarenhersteller in Sachsen. 1956 wurde die erste Mehrmaschinenbedienung eingeführt. Im darauf folgenden Jahr erfolgte die Einrichtung einer halbautomatischen Makkaroni-Packmaschine. 1980 wurde eine Fertigungslinie für Kurzwaren (Hörnchen, Muscheln, Spirelli, Chips und Bandnudeln) probeweise in Betrieb genommen. Ab 1987 fand die Herstellung von Spaghetti (Langwaren) über eine computergesteuerte Produktionslinie statt; die Produktion konnte so um 50 % gesteigert werden. Mit einer jährlichen Produktion von 12.000 t Nudeln wurde das Unternehmen zum leistungsfähigsten Teigwarenhersteller der DDR. Am 1. September 1992 wurde der Betrieb durch die Konsum-Zentrale in Berlin stillgelegt.
Seit dem 1. Januar 1993 wurde die Fabrik als Tochter der Alb-Gold Teigwaren GmbH mit Sitz im baden-württembergischen Trochtelfingen weitergeführt. Im selben Jahr erfolgte die Gründung der Teigwaren Riesa GmbH und die Konzipierung des neuen Firmenlogos, das einen stilisierten Riesen darstellen soll, der in schnellem Schritt eine, um eine Gabel geschlungene, riesenhafte Nudel transportiert. Das Motiv wurde in Anlehnung an die Sage um die Stadt Riesa gewählt.
Im Jahr 1993 wurde eine vollautomatische Verpackungsstraße für Lang- und Kurzteigwaren in Betrieb genommen. 1996 erreichte das Unternehmen die Marktführerschaft in den neuen Bundesländern. Im September 1998 wurde ein neu errichteter 3000 m2 großer Lager- und Logistikkomplex eingeweiht. 2000 erfolgte die Inbetriebnahme einer neuen Produktionslinie zur Herstellung von Kurzwaren. Im Jahr 2003 wurde das Nudelcenter eröffnet. Es beherbergt eine Gläserne Produktion, ein Nudelmuseum, eine Nudelwerkstatt, ein Restaurant und einen Werksverkauf. 2007 wurde eine zweite Produktionshalle errichtet. 2008 wurde ein Kochstudio im Nudelcenter eröffnet sowie das Nudelmuseum und der Verkauf modernisiert und erweitert. Zeitgleich erfolgte die Inbetriebnahme einer neuen Produktionslinie für Spezialitäten.
Im Herbst 2023 erwarb die irische Beteiligungsgesellschaft Biavest 80 % der Unternehmensanteile.